# Jonas Nordquist
Jonas Nordquist (* 26. April 1982 in Leksand) ist ein ehemaliger schwedischer Eishockeyspieler, der seit zuletzt beim EC KAC in der Erste Bank Eishockey Liga unter Vertrag stand. In der Svenska Hockeyligan spielte er über viele Jahre für Brynäs IF, Frölunda HC und Luleå HF.

## Karriere
Jonas Nordquist begann seine Karriere als Eishockeyspieler in seiner Heimatstadt in der Jugend von Leksands IF, für dessen Profimannschaft er in der Saison 1999/2000 sein Debüt in der Elitserien gab. Da blieb er in drei Spielen punkt- und straflos. In der folgenden Spielzeit stieg der Angreifer mit seinem Team in die zweitklassige HockeyAllsvenskan ab, in der er in der Saison 2001/02 in 32 Spielen elf Scorerpunkte erzielte. Anschließend wechselte er für ein Jahr zu deren Ligarivalen Rögle BK, ehe der Linksschütze von 2003 bis 2006 für Luleå HF in der Elitserien auf dem Eis stand.
Im Sommer 2006 wurde Nordquist von den Chicago Blackhawks, die ihn bereits im NHL Entry Draft 2000 in der zweiten Runde als insgesamt 49. Spieler ausgewählt hatten, nach Nordamerika berufen. In der Saison 2006/07 lief der Schwede erstmals in der National Hockey League auf. Dabei gab er in drei Spielen zwei Vorlagen. Die restliche Spielzeit verbrachte er allerdings bei Chicagos Farmteam aus der American Hockey League, den Norfolk Admirals. Zur Saison 2007/08 kehrte der Weltmeister von 2006 nach Schweden zurück, wo er einen Vertrag beim Frölunda HC erhielt. Für diesen absolvierte er zwei Spielzeiten, ehe Nordquist zur Saison 2009/10 vom Ligakonkurrenten Brynäs IF verpflichtet wurde.

### International
Für Schweden nahm Nordquist an den U18-Junioren-Weltmeisterschaften 1999 und 2000 sowie den U20-Junioren-Weltmeisterschaften 2001 und 2002 teil. Des Weiteren stand er im Aufgebot Schwedens bei der Weltmeisterschaft 2006.

## Erfolge und Auszeichnungen
- 2012 Schwedischer Meister mit Brynäs IF

### International
- 1999 Silbermedaille bei der U18-Junioren-Weltmeisterschaft
- 2000 Bronzemedaille bei der U18-Junioren-Weltmeisterschaft
- 2006 Goldmedaille bei der Weltmeisterschaft